# Josh McQuoid
Joshua Joseph Brian McQuoid (Southampton, 15 dicembre 1989) è un calciatore nordirlandese, centrocampista del Weymouth.

## Carriera

### Club
Il 25 novembre 2010 si trasferisce in prestito fino al 4 gennaio 2011 al Millwall.
Il 5 gennaio 2011 la squadra londinese ufficializza il suo acquisto a titolo definitivo.

### Nazionale
Debutta con la nazionale nordirlandese nel 2010.

## Palmarès

### Club

#### Competizioni nazionali
- Football League Trophy: 1

Peterborough United: 2013-2014
- Campionato inglese di seconda divisione: 1

Bournemouth: 2014-2015